# Chaudenay-la-Ville
Chaudenay-la-Ville är en kommun i departementet Côte-d'Or i regionen Bourgogne-Franche-Comté i östra Frankrike. Kommunen ligger i kantonen Bligny-sur-Ouche som tillhör arrondissementet Beaune. År 2022 hade Chaudenay-la-Ville 38 invånare.

## Befolkningsutveckling
Antalet invånare i kommunen Chaudenay-la-Ville
Referens:INSEE